# メトロポリタン・トランスポーテーション・オーソリティ
メトロポリタン・トランスポーテーション・オーソリティー（英：Metropolitan Transportation Authority、MTA）は、アメリカ合衆国ニューヨーク州の独立公益会社（公社）。ニューヨーク市を中心にニューヨーク都市圏（New York metropolitan area）のニューヨーク州側における鉄道やバスなどの公共輸送を運営している。MTAはニューヨーク州政府の部局や外局ではなく、ニューヨーク州公共法人法（the public authorities law）第5条第11項（Metropolitan Commuter Transportation Authority）を根拠法とする独立法人である。
日本語ではニューヨーク都市圏交通公社（-としけん こうつうこうしゃ）、ニューヨーク大都市圏交通公社（-だいとしけん こうつうこうしゃ）、ニューヨーク州都市交通局（—しゅう としこうつう きょく）とも訳される。

## 関係会社
2013年4月30日現在、MTAには以下の子会社および関連会社がある。子会社は主としてニューヨーク州公共法人法第5条第11項を根拠法としており、関連会社の2社はそれぞれ同第3条第3項（Triborough Bridge and Tunnel Authority）、第5条第9項（New York City Transit Authority）を根拠法としている。
子会社
- The Long Island Rail Road Company（ロングアイランド鉄道）
- Metro-North Commuter Railroad Company（メトロノース鉄道）
- Staten Island Rapid Transit Operating Authority（スタテンアイランド鉄道）
- MTA Regional Bus Operations（MTAリージョナル・バス・オペレーションズ）
- MTA Bridges and Tunnels（ブリッジ・アンド・トンネル・オーソリティ）
- MTA Capital Construction Company（キャピタル・コンストラクション）

関連会社
- New York City Transit（ニューヨーク市都市交通局）

## メトロカード

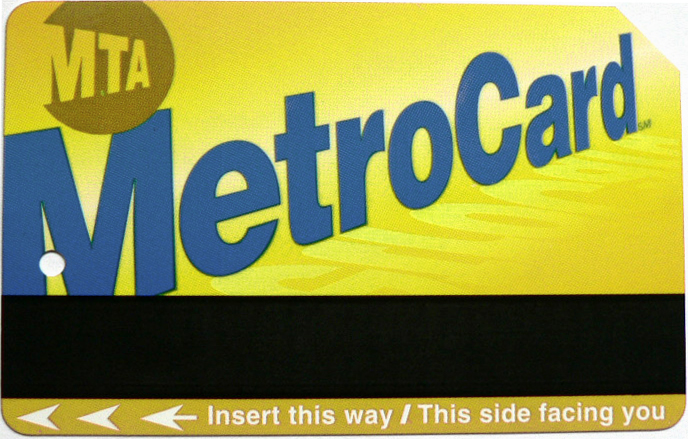
メトロカード

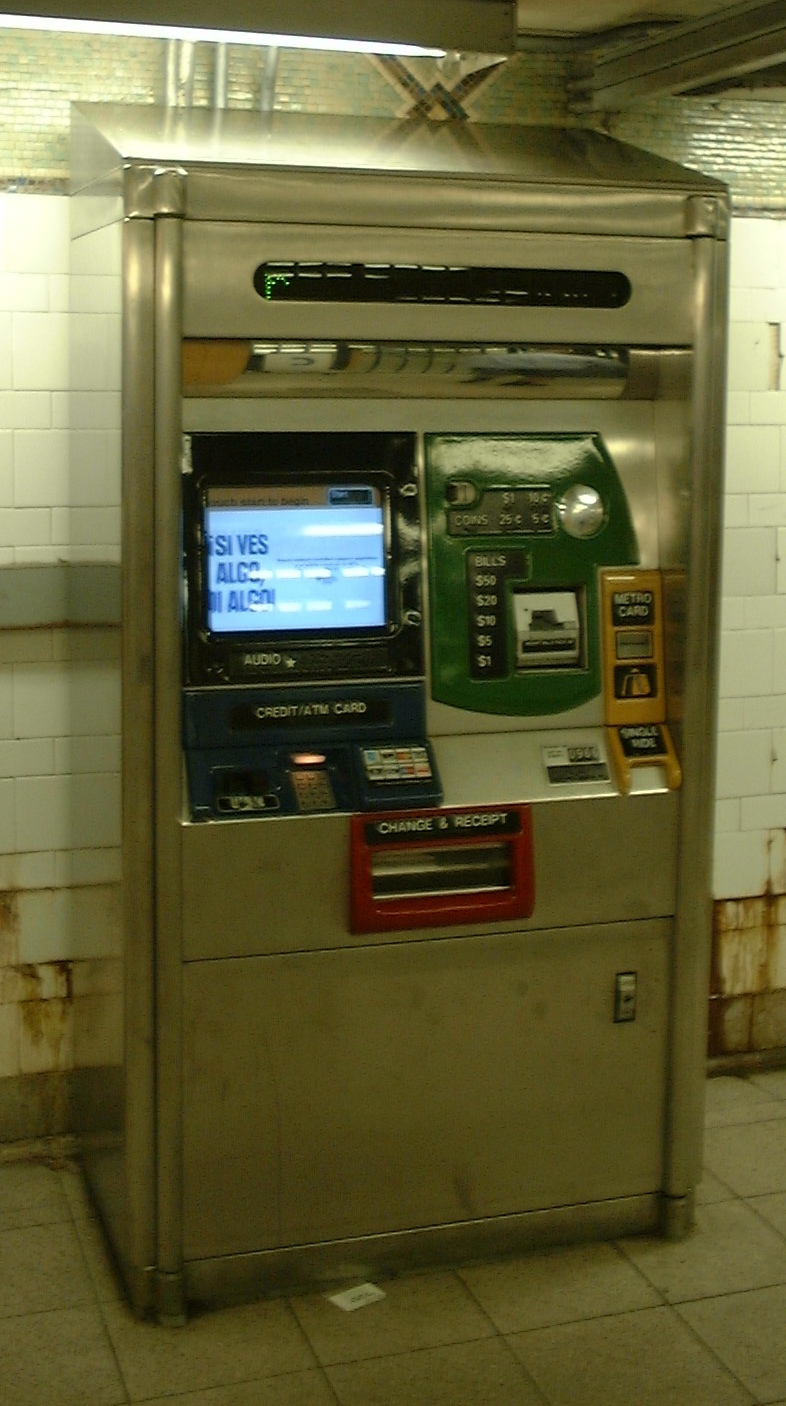
メトロカード自動販売機

MTAが発行する、同局の鉄道とバス、NYエリアにある一部の他局社交通機関で使用できるプリペイドカード。それまでの硬貨型の乗車券トークンに代わって1994年1月に登場し、1997年5月には全駅全バスで使用可能となった。シングルライド (Single Ride)、ペイパーライド (Pay-per-Ride)、アンリミテッド (Unlimited) の3種類がある。磁気帯の摩耗による読み取りミスを未然に防ぐため、カードには通常1年以内の有効期限がつけられているが、期限が切れてしまったものでもその後2年間は新しいカードに交換したうえで未使用残高を移してくれる。
駅などの自動販売機、地下鉄ブース、移動販売車、一部店舗などで購入可能。
次の交通機関で使用可能。
- MTA地下鉄（アンリミテッドの場合、エクスプレスバスは7日間エクスプレスバスプラスカードのみ）
- MTAバス（アンリミテッドの場合、エクスプレスバスは7日間エクスプレスバスプラスカードのみ）
- ロングアイランドバス
- スタテンアイランド鉄道
- PATH（シングルライドを除くが、 PATHで同様の専用カードを発行している）
- JFK-AirTrain（アンリミテッドの場合、30日 AirTrain JFKカードのみ、駅によるが5ドルから7ドル）
- ルーズベルト・アイランド・トラムウェイ（ペイパーライドのみ）
- ビーラインバス (en)（郊外のウエストチェスター郡を走るバス。マンハッタン - ホワイト・プレインズ間を走る急行は7ドル50セント、急行以外は2ドル25セント[5]。急行以外では、メトロカードのほかにも、乗る際に発行してもらう乗り換えチケットで無料で乗り換えができる。）

### MTA地下鉄バス網における運用
以下は2013年3月改正の概要。

#### シングルライド (Single Ride)
1回乗車券。料金は2ドル75セント。発行から2時間以内、1乗車限り有効で、乗換えには使えない。

#### ペイパーライド (Pay-per-Ride)
利用ごとに料金が引き落されるカードで、4ドル〜80ドルの範囲で購入できる。
1回ごとに料金2ドル50セント（急行バスは6ドル）引かれ、残高が少なくなったら1セント〜80ドルの範囲（ただし自動販売機では5セント刻み）で、最高額100ドルまで加算することができる。5ドル以上の購入または加算に対しては5%のボーナスがつく。また最初の乗車または改札から2時間以内であれば、1乗車につき1回のバス同士または地下鉄-バス間の乗換ができる。

#### アンリミテッド (Unlimited)
日数限定の乗り放題券で、7日券（30ドル）、急行バス付き7日券（55ドル）、30日券（112ドル）がある。
使いまわし防止のため、同じ駅あるいは同じバス路線では、前回使用時から18分が経過するまで次の使用ができない。クレジットカードまたはATMカードを使って購入したアンリミテッドカードなら、紛失したり盗難に遭っても直ちにその旨を申し出れば、未使用分の日数に相当する残高を購入時に使用したカードにチャージバックしてくれる。
1日券と14日券は2010年末をもって廃止された。

#### その他
学生、障害者、高齢者、MTA職員向けの料金割引カードがある。

#### カード料金と柔軟な加算
2013年3月3日より、新規に購入するカードにのみ1ドルのカード料金が徴収されることになった（磁気帯が摩耗したカードや有効期限が切れたカードを新しいカードと交換してもらう場合はこの限りではない）。その一方で、すでに所持している1枚のカードにペイパーライドの金額とアンリミテッドの日数が個別に加算できるようになった（例えば、残高がまだ「6ドル」あるペイパーライドのカードに「7日間」を加算すると、その時点からそのカードは7日間乗り放題のアンリミテッドのカードとなり、7日後にまた残高6ドルのペイパーライドのカードに戻る）。

#### 自動販売機
自動販売機において、現金でメトロカードを購入する場合に使えるのは、5セント硬貨・10セント硬貨・25セント硬貨・1ドル硬貨・1ドル紙幣・5ドル紙幣・10ドル紙幣・20ドル紙幣のみ（1セント硬貨・50ドル紙幣・100ドル紙幣は地下鉄ブースで使うことができる）。また、自動販売機のお釣りの限度額は投入額にかかわらず9ドル以下に設定されているので注意が必要である。

## MTA警察

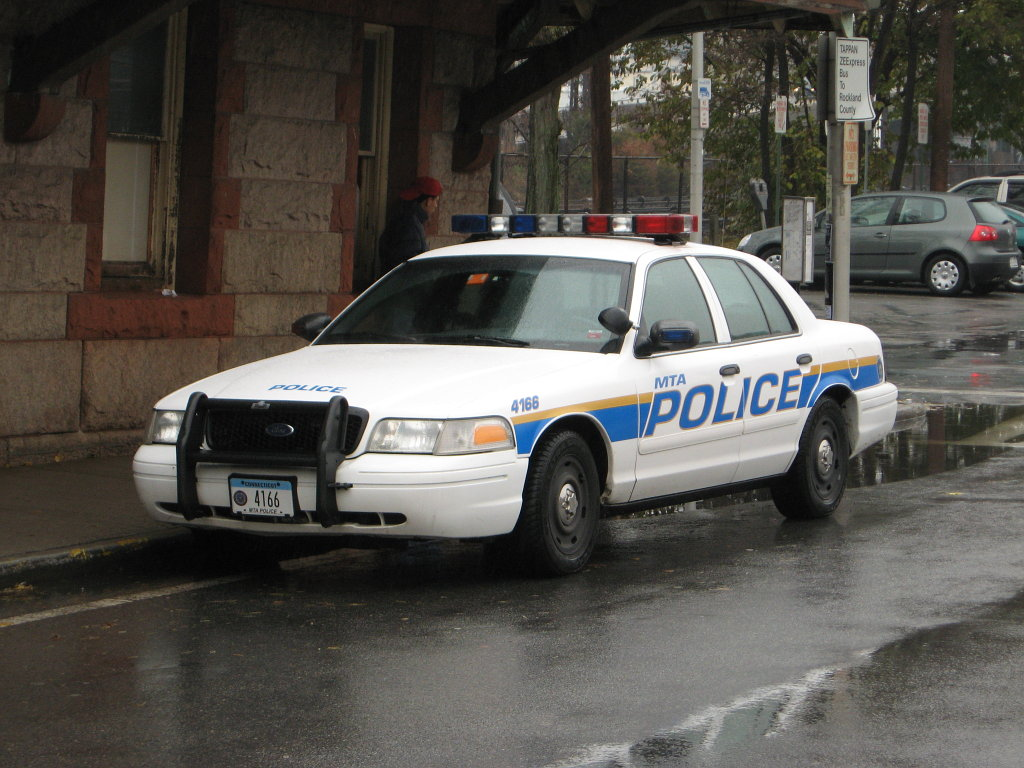
MTA警察のパトカー。コネチカット州内で活動するものであり、ナンバーはコネチカット州のもの。

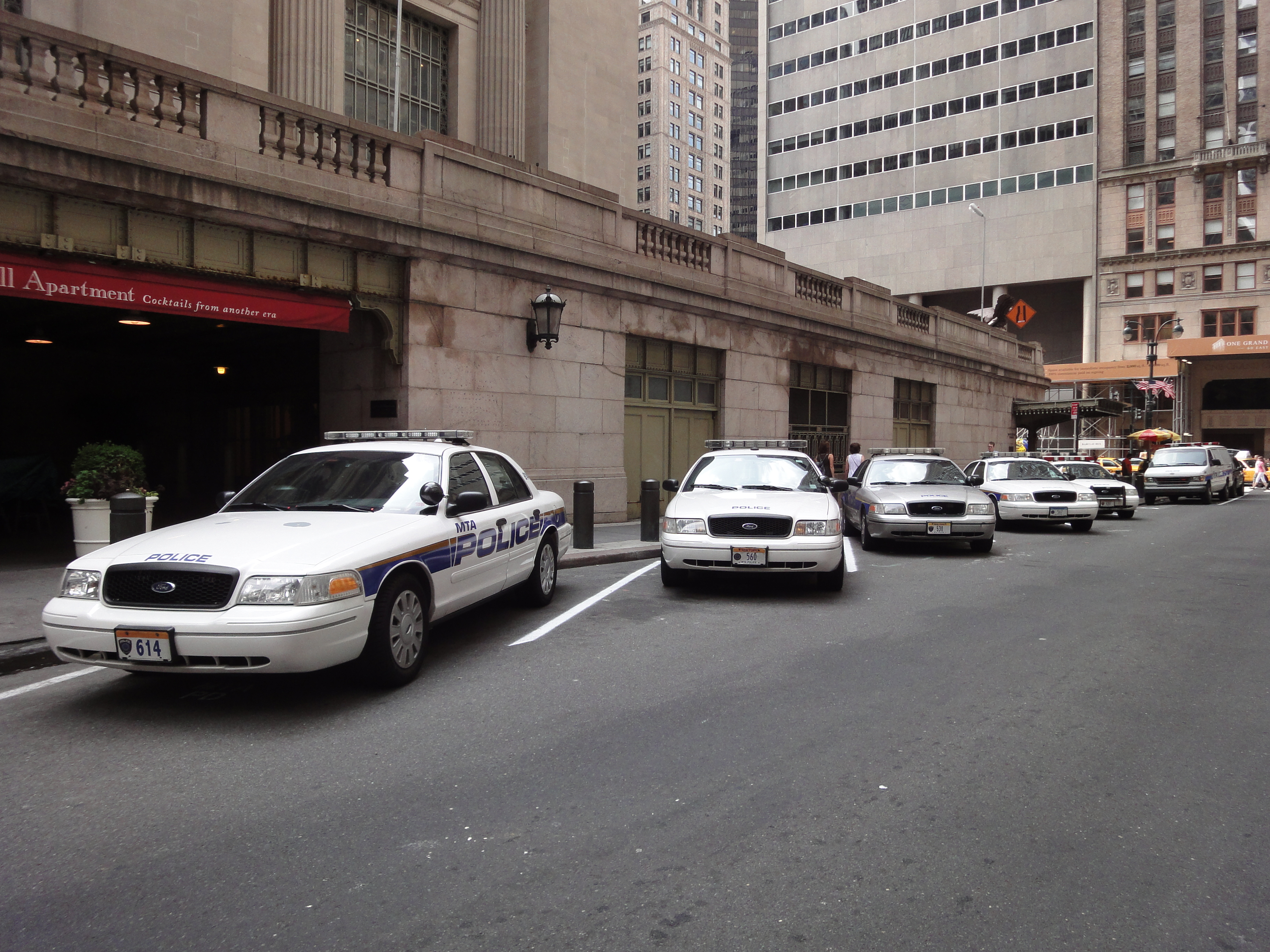
やはりMTA警察のパトカーだが、こちらはニューヨーク州内で活動するもの。ナンバーがニューヨーク州のものになっている。

MTA警察(MTA Police)とは、MTAが設置する警察である。MTAが所管する鉄道や道路において警察活動を行っている。但しニューヨーク市地下鉄においては、ニューヨーク市警察鉄道警察局の管轄であり、マンハッタンとブロンクス・ブルックリン・クィーンズ方面を結ぶトンネルや橋梁はトライボロトンネル橋梁公団警察の管轄である。
MTA警察の創設は1998年。ロングアイランド鉄道警察とメトロノース鉄道警察を合併して設立された。2005年6月1日にはスタテンアイランド鉄道警察を吸収合併している。設置主体であるMTAが運営する路線で業務を行うため、その管轄はニューヨーク州とコネチカット州の二州に及ぶ。

ニューヨークとコネチカットでは警察業務に関わる法令に違いがある事から、MTA警察内でもニューヨーク担当の部署とコネチカット担当の部署で違いがある。例えばパトカーに装備する警光灯がそれにあたる。ニューヨーク州では警光灯の正面及び側面は赤色若しくは赤色と白色の混合灯と定められており、ボランティア消防士の車両を除いては青色灯を正面方向に使うことはできない。その為、ニューヨーク州内に配置されている車両は正面及び側面方向は赤色又は赤色/白色混合灯になっている。一方でコネチカット州では青色灯の正面方向への使用が可能である事から、青色・赤色の混合灯が正面にも備えられている(右写真上)。

### 組織
MTA警察の組織概要は以下の通り。
- 本部長
- 東部・南部管区
- 北部管区
- 人事・支援業務局

### 特別部隊
MTA警察の特別部隊には以下のものが含まれる。
- 警察犬隊 (K-9 Unit)
- 緊急対応部隊 (Emergency Service Unit)
- ハイウェイ部隊 (Highway Unit)